# فيلماري كاستيلفي
فيلماري كاستيلفي مواليد 21 مارس 1981 في بورتوريكو، هي لاعبة كرة مضرب بورتوريكية سابقة بدأت مسيرتها كمحترفة سنة 1995 وكانت تلعب باليد اليمنى، اعتزلت اللعب في فبراير 2008. أعلى تصنيف لها في الفردي كان المركز الـ 125 في سنة 2004. أعلى تصنيف لها في الزوجي كان المركز الـ 228 في سنة 2006.

## روابط خارجية
- هذه المقالة غير مرتبط بويكي بيانات